# Edenopteron keithcrooki
Edenopteron keithcrooki (лат.) — вид вымерших крупных лопастепёрых рыб из семейства Tristichopteridae, единственный в роде Edenopteron. Обитал во времена верхнего девона (фаменский век) на территории современной Австралии. Описан в 2013 году на основе единственного образца.

## Открытие

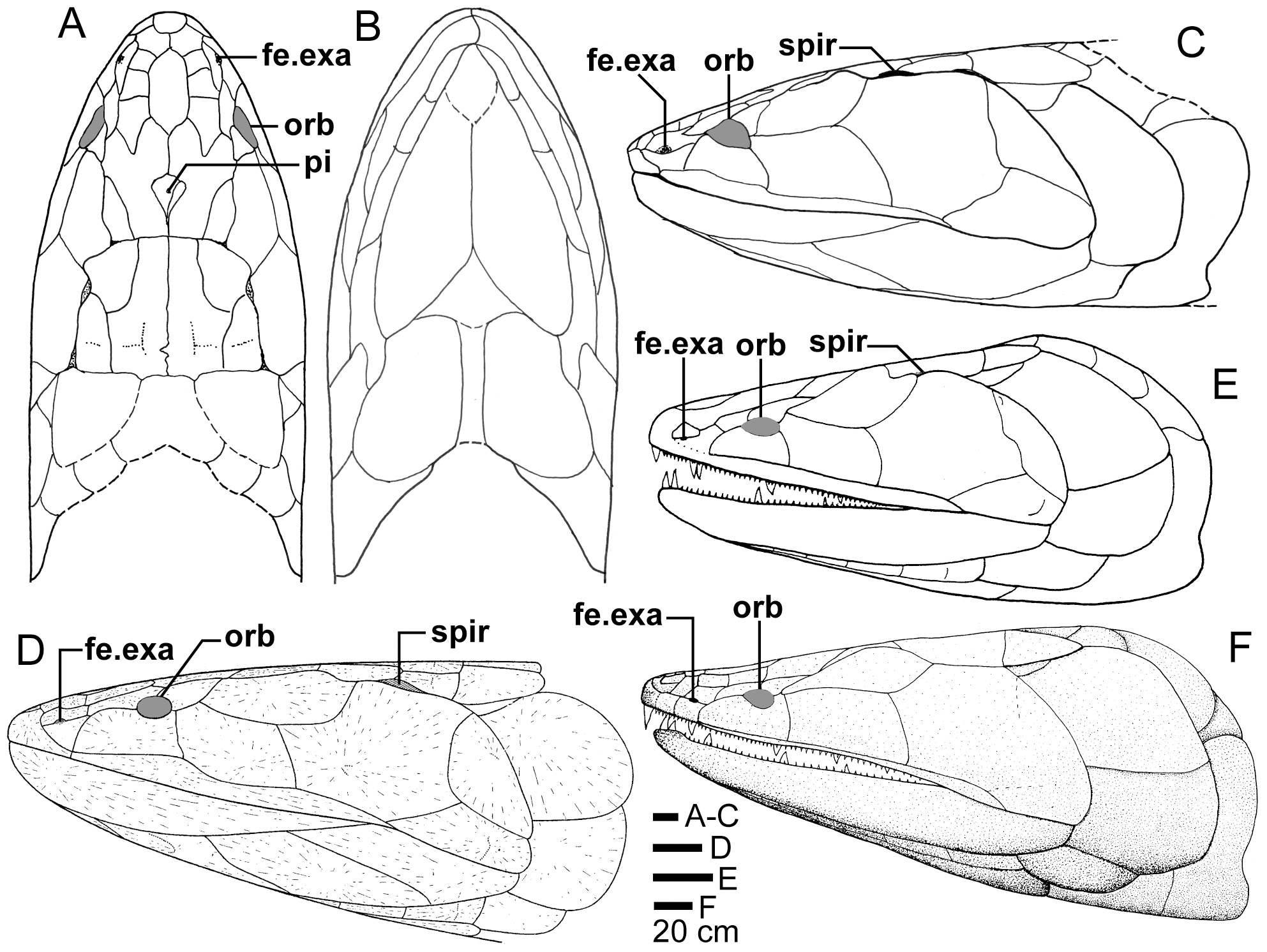
Реконструкция головы и шеи представителей Tristichopteridae:
A, B, C — Edenopteron
D, — Eusthenodon
E — Cabonnichthys
F — Mandageria

Edenopteron keithcrooki описан по окаменелости, обнаруженной в формации Worange Point, недалеко от города Эден у побережья Нового Южного Уэльса в 2008 году. Родовое название образовано из названия города, рядом с которым была сделана находка, и др.-греч. pteros — «плавник». Видовое название дано в честь австралийского геолога Кейт Крук из Австралийского национального университета за её вклад в изучение доисторических животных Австралии.

## Описание
Голотип состоит из многочисленных фрагментов скелета, в том числе из крышки черепа, передней части верхней челюсти, нёба, щёк, нижней челюсти, левого плечевого пояса и чешуи. Длина черепа оценивается в 30 см, длина всей нижней челюсти — в 48 см. Внешние покровы тела практически не оссифицированы. Глазницы имеют несколько треугольную форму. Edenopteron keithcrooki имел зубы и к конце, и в середине челюстей, что является синапоморфией для других крупных Tristichopteridae. Исходя из пропорций тела близких родственников, таких как Eusthenodon, Langlieria и Mandageria, длина вымершей рыбы была оценена в 2,9—3,2 м. Возможно, в будущем будут описаны дополнительные образцы, так как, по словам одного из авторов исследования, Гэвина Янга (Gavin Young), в породе на месте обнаружения могут оставаться другие части скелета.

## Систематика
Edenopteron отнесли к южному подсемейству Mandageriinae семейства Tristichopteridae из-за ряда особенностей: парных нёбных сошников, подчелюстных костей, закрывающих нижнюю часть нижней челюсти, и канавок чешуек, расположенных на большом расстоянии друг от друга.